# 山岡龍一
山岡 龍一（やまおか りゅういち、1963年 - ）は、日本の政治学者。放送大学教養学部教授。専門は17世紀イギリスの政治思想、自由主義の政治理論。

## 経歴
東京都出身。1988年、国際基督教大学教養学部を卒業。同大学では千葉眞に師事。同年、早稲田大学大学院政治学研究科に進学すると藤原保信に師事。1991年、英国ロンドン大学ロンドン・スクール・オブ・エコノミクス博士課程に進学し、1997年"Morality and politics of a modern self. A critical reconstruction of Lockean liberalism."で哲学博士号（Ph.D）を取得。1997年放送大学教養学部助教授、2007年同准教授を経て、2010年から現職。

## 著書

### 単著
- 『西洋政治理論の伝統』（放送大学教育振興会, 2009年）

### 共著
- （阿部齊・久保文明）『政治学入門』（放送大学教育振興会, 2000年、改訂新版2003年）
- （川出良枝）『西洋政治思想史――視座と論点』（放送大学教育振興会, 2001年、改訂版2005年／岩波書店「岩波テキストブックス」，2012年）
- （小林良彰・河野武司）『政治学入門　新訂』（放送大学教育振興会, 2007年）
- （林敏彦・原島良成）『市民と社会を知るために』（放送大学教育振興会, 2008年）
- （待鳥聡史）『政治学入門』（放送大学教育振興会, 2022年）
- （大澤津）『現実と向き合う政治理論――社会経営科学プログラム』（放送大学教育振興会, 2022年）

### 共編著
- （松園伸）『藤原保信著作集（9）自由主義の再検討』（新評論, 2005年）
- （斎藤純一）『公共哲学』（放送大学教育振興会, 2010年、改訂版2017年）
- （岡崎晴輝）『市民自治の知識と実践』（放送大学教育振興会, 2015年、改訂版2021年）
- （御厨貴）『政治学へのいざない』（放送大学教育振興会, 2016年）
- （松原隆一郎）『社会と産業の倫理』（放送大学教育振興会, 2021年）

### 訳書
- リチャード・ローティ『偶然性・アイロニー・連帯――リベラル・ユートピアの可能性』（岩波書店, 2000年）
- レイモンド・ゴイス『公と私の系譜学』（岩波書店, 2004年）
- デイヴィッド・ミラー『政治哲学』（岩波書店, 2005年）
- シェルドン・S・ウォリン『アメリカ憲法の呪縛』（斎藤眞・千葉眞・木部尚志共訳、みすず書房, 2006年）
- デイヴィッド・レオポルド/マーク・スティアーズ『政治理論入門――方法とアプローチ』（慶應義塾大学出版会, 2011年）
- ジョン・ロールズ『ロールズ政治哲学史講義』（Ⅰ・Ⅱ、共訳、岩波書店, 2011年／岩波現代文庫, 2020年）